# Alondras Club de Fútbol
El Alondras Club de Fútbol es un equipo de fútbol español del municipio gallego de Cangas de Morrazo, en la provincia de Pontevedra. Fue fundado en 1928 y juega en el Grupo I de la  Tercera RFEF, ocupando el puesto 58 en la Clasificación Histórica de la misma.

## Historia

### Inicios del fútbol en Cangas de Morrazo
El fútbol empieza a practicarse en Cangas de Morrazo alrededor del año 1908, época en la que los jóvenes buscaban cualquier lugar donde organizar sus encuentros. Con una selección de estos jóvenes se creó en 1914 el Cangas F.C. que disputaba sus partidos en Liméns, y de la que encontramos una referencia escrita en el Faro de Vigo el 12 de marzo de 1920, con motivo de disputar en Vigo en el campo de Coia con el Lamark, con el que perdió por 5 – 1. Algunos nombres de este equipo son: Paredes, Julio, Ignacio, Colón, Xexo, Seijo, Luciano, Petouto, Gonzalo, Bermúdez, Cervera... En 1922 este equipo le alquila al Ayuntamiento un terreno en los arenales de Rodeira por un importe de 200 pesetas anuales.
Aunque este equipo era el más importante, existían en la Villa otros equipos como: Lancia F.C., Tucho F.C., Unión F.C., Numancia, Sierra Morena, Morrazo, Baleata, Anduriña, Sisi F.C., Yoyo F.C., etc.
Con el paso del tiempo el campo del Arenal de Rodeira se fue inutilizando y se vio la necesidad de uno nuevo. La ausencia de campo, los problemas para encontrar otro, el enfrentamiento entre jugadores nuevos y veteranos, derivó en la necesidad de crear un nuevo club más fuerte, pero algo en lo que todos estaban de acuerdo chocaba con un problema: la elección de nombre para el nuevo club. A cada nombre que proponían los jugadores veteranos, respondían los más nuevos con otro distinto. La solución fue enfrentarse en un partido de fútbol y los ganadores pondrían su nombre al equipo, comprometiéndose los que perdieran a respetarlo. Los nombres elegidos y que estaban en disputa eran: “Las Castigadoras” y por otro “Las Alondras”. Estos nombres hacían alusión a dos obras muy populares de una compañía de varietés. Resulta evidente que ganaron los partidarios de “Las Alondras” por lo que este fue el nombre del nuevo club que empezó su historia enfrentándose en Moaña al Recreo Marítimo de Meira el 15 de mayo de 1928, partido que ganó por 4 – 3.
Poco a poco pierde el artículo “Las” de su nombre y se convierte en el “Alondras C.F.” que inicia una etapa victoriosa, que hace que la afición vuelva a estar con el equipo y vuelva a la necesidad de un campo donde jugar.
Por fin el 6 de diciembre de 1928 se constituye el club llamado Las Alondras Football Club con la redacción de su primer reglamento y teniendo como fundadores a: Güido Paganini Picasso, José Pérez Barros, Ramón Ocaña Larrin, Francisco Fernández Cervera y Luciano Barreiro Fernández. Como curiosidad podemos decir que los socios infantiles tenían que pagar una cuota mensual de 50 céntimos, los socios de número 1 peseta y 5 pesetas los socios protectores, tal como se recogía en el reglamento.
De entre los socios fundadores se acuerda nombrar como primer Presidente de su historia a José Pérez Barros, siendo el primer Secretario Güido Paganini Picasso.
Durante 1929 el Alondras (había suprimido el artículo "Las") disputa diversos partidos considerados “amistosos” pero que siempre llevaban su carga de competitividad, entre los que destacó la victoria ante el Ciosvin en Balaidos por 3 – 2.
El 21 de abril de este mismo año se inaugura el campo de San Roque enfrentándose el Alondras con el Unión Sporting de Vigo en un acto muy recordado por su vistosidad dado que participaron todos los estamentos sociales de Cangas. El partido finalizó con victoria del Alondras por tres goles a dos.
Con estas y otras victorias y triunfos en diversos torneos, el Alondras consigue situarse a la cabeza de los equipos no federados de la zona, lo que hace que se incluya dentro de uno de los cuatro grupos que a finales de junio de este año 1929 empiece a disputar el Campeonato de la Serie C de Galicia. Junto con él están el Ciosvin, Moaña, Bueu y Beluso. A pesar de realizar una excelente campaña el campeón de grupo fue el Ciosvin que ascendió a Serie B. Pero en la Asamblea de Fútbol de Galicia celebrada en septiembre se decide que ascienda el Moaña y el Alondras, dada su buena temporada, pasando a englobar el Grupo Tercero de la Serie B. Este grupo lo conformarían el Alondras, Moaña, Español, Alfonso XIII y Ciosvin.
Su debut en la Serie B se saldó con un segundo puesto muy polémico pues el Español fue en principio descalificado para posteriormente ser reconocido como campeón, a pesar del cual la Federación decide que Español y Alondras participen en la “Liguilla” de promoción, en la que el Alondras tendrá una discreta actuación no consiguiendo una plaza para ascender.
En el año 1930 los jugadores Pazó y Montes fichan por el Celta.
En la temporada 1930/1931 el Alondras se proclama campeón de la Serie B y participa en la promoción de ascenso a la Serie A. Esta liga de promoción generó una gran esperanza en los aficionados cangueses, pero no se consiguió el ansiado ascenso. El equipo base que logró el campeonato de la Serie B y que a pesar de no ascender realizó una excelente campaña estaba compuesto por: Bermúdez, Ignacio, Mella, Petouto, Tucho, Mella, Pery, Minao, Lamas, Marcial, Cervera, Lao.
Cuando comienza la temporada 1931/1932, pocos apuestan por el Alondras que se encuentra en una difícil situación: por un lado muchos jugadores se marcharán al campo profesional (Atlético de Madrid y Celta), por otro, el no ascender de categoría provoca un bajón en el estado anímico de los jugadores y afición. Así después de una serie de derrotas decide retirarse de la Serie B el 4 de octubre.
Esto significó poco menos que la desaparición del club, que únicamente conseguiría unir algunos de sus jugadores para realizar un partido benéfico a favor de los náufragos del motor Dolores en noviembre de 1931, y que sin embargo no sería capaz de juntar un número necesario de jugadores para jugar un nuevo partido benéfico cuando se produce una nueva tragedia en Cangas en julio de 1932: el naufragio del motor Azaña en el que perdieron la vida 22 marineros de Cangas.
Y de esta manera un poco triste terminó la existencia del Alondras F.C.

### El club actual, Alondras C.F.
En 1951 un grupo de aficionados decide crear un equipo de fútbol y toma la decisión de rescatar el nombre de “Alondras” porque, según se lee en el acta de constitución, «este equipo fue lo que en otras épocas supo representar con honor al pueblo de Cangas en todas las competiciones en las que tomó parte».
Este grupo de aficionados eligió a la primera Junta Directiva del Alondras C.F. el 11 de septiembre de 1951 resultado de la siguiente manera:
Presidente: D. Luis González Rodríguez
Vicepresidente: D. Marcelino González Mariño
Secretario: D. José Graña Giráldez
Tesorero: D. Andrés Pérez Barros
Contador: D: David Varela Bastón
Vocales: D. Antonio Gallego Fernández, D. Luis Baliño García y D. Román Núñez Fontán.
Así mismo se nombraron entrenadores a Daniel Gallego Fernández y Marcial Oreiro Fuente, encargándose del material a Angel Monroy Ferral.
La labor que tenía por delante esta Junta Directiva era muy difícil, por lo que tuvo que adoptar numerosas medidas para poner el club en funcionamiento, así se convocaron a todos los jugadores de Cangas, se tuvieron que alquilar las botas de los jugadores en los primeros partidos, se le pidió ayuda a los comerciantes e industriales de Cangas y se le solicitó al Ayuntamiento la utilización de la antigua lonja para sede social, cosa que no se consiguió.
La buena respuesta de todos los estamentos sociales de Cangas, junto con la ilusión con la que los jugadores afrontaban la creación del equipo, hizo que en muy poco tiempo se pudiese organizar algún partido. Fundamental resultó la colaboración de la Empresa Massó, que puso a disposición del Alondras C.F. su campo de deportes, en el que el 7 de octubre de 1951 se disputó el encuentro de presentación del Alondras C.F. enfrentándose al Coruxo al que ganaba por 4 – 2, con goles de Azpeitia (3) y Tito (1). La alineación que presentó ese histórico día fue: Angelín, Gallego, Gaspar, Xono, Paquito, Marcial, Azpeitia, Tito, Ricardo, Pote y Felecho. En ese mismo mes el Alondras designa como entrenador del primer equipo a Bermúdez, el que fuera guardameta del Celta, Atlético de Madrid y Valencia.
Como no se consigue el local de la lonja, se alquila el bajo de la casa nº 10 de la calle Romay. Así mismo se solicita la autorización a la empresa Massó para realizar obras en el campo de fútbol. Concedida esta, en julio de 1952 empiezan las obras que finalizarán con la inauguración del nuevo Campo Massó el 19 de marzo de 1953 con la visita del Real Club Celta de Vigo.
En este encuentro con los aficionados participan los siguientes jugadores: Gallego, Gaspar, Xono, Cereijo, Marcial, Angelín, Azpeitia, Tito, Ricardo, Pote, Toniques, Lagoa, Camiña, Lao Camiña, Fandiño, Tucho,...
El Alondras empezará a disputar sus partidos dentro de la liga del Campeonato de 2.ª División de la Serie B, en la que se inscribe en la temporada 1951/1952, hasta el año 1957 que consigue el ascenso a Serie A.
En este período se consigue poner los cimientos de la nueva etapa del Alondras C.F. Así se crea el primer equipo juvenil en 1953 que se inscribe en el Campeonato de Liga de su categoría. Los primeros triunfos en esta categoría se alcanzan en 1955, siendo campeón de grupo de la mano de Daniel Gallego, repitiendo al año siguiente, esta vez dirigidos por el ex – céltico Deva.
Durante esta década el Alondras participa activamente en la vida social de la Villa, participando en partidos durante las Fiestas Patronales, homenajes a ex – jugadores o Campañas para los más humildes en Navidad.
Como ya comentáramos en el año 1957 se consigue el ascenso a Serie A, después de ser subcampeón en la Serie B con una bagaje de 9 victorias, 3 empates y 2 derrotas.
El Campeonato de Liga de la Serie A 1957/1958 comenzó el 22 de diciembre y finalizó el 20 de abril de 1958; el Alondras debutó con victoria por 5 – 2, frente al Rácing de Tui. La clasificación final reflejó un 4.ª puesto detrás del Pontevedra (campeón), Choco y Coruxo. Los jugadores que hicieron el debut con el Alondras en esta categoría fueron: Acuña, Barreiro, Valois I, Berigüelo, Toniques, Lito, Garabato, Mariano, Kubalita, Chimé, Suso Barreiro, Segundo, Manolo, Piñeiro, Pepiño, Blanco, Nicolás, Claudio Méndez, Solá y Gonzalo.
En la Copa Galicia de ese año el Alondras resultó eliminado en la primera eliminatoria por el Arousa.
La temporada 1958/1959 comienza con la participación por primera vez en el Campeonato Gallego de Aficionados, debut no muy afortunado, pues cae en la primera frente al Coruxo. Después de una discreta campaña en la Serie A donde alcanza el 5º puesto, consigue el subcampeonato en la Copa Galicia, perdiendo en la final con el Coruxo y en la que participaron: Covelo, Mata, Piño, Acuña, Mariano, Camiña, Paco, Vavá, Polito, Careto, Valois II y Zamorita.
En esta temporada los juveniles Lito y Kubalita participaron en diversas competiciones con la Selección Gallega. En la temporada 1959/1960, el Alondras dejó escapar el Campeonato de la Serie A al perder uno de los últimos partidos en Cangas frente al Marín. De todos los modos ese año las alegrías vendrían por parte de los juveniles, que se proclamaron campeones de grupo, clasificándose para la fase final del Campeonato Gallego. En ese año Lago Paganini accede a la Selección Gallega de juveniles.

### Década de los 60
La década de los 60, famosa por muchos motivos, no pudo empezar mejor para el Alondras, la temporada 1960/1961 estará llena de alegrías para la gran familia alondrista. Así siendo entrenador José Soto Alonso, en diciembre se consigue el Subcampeonato Gallego de aficionados, en juveniles se vuelve a ser campeón de grupo consiguiendo el derecho a participar en la fase final, y por fin el equipo de la Serie A alcanza el subcampeonato que le da acceso a la promoción. Cabe decir que el campeón fue el Couto de Orense con 27 puntos, los mismos que el Alondras pero con mejor coeficiente (2,58 el Couto y 2,57 el Alondras).
En la fase de promoción que se disputó por sistema de liga participaron el Juvenil de la Coruña, Arenal de Santiago, Couto de Orense y Alondras C.F. De nuevo el rival más duro fue el Couto de Orense. El Alondras consiguió el ascenso en la penúltima jornada al batir al Arenal en el Campo Massó. En la última jornada perdió con el Couto en Orense y esa victoria del equipo local supuso que este fuese el campeón. Sin embargo el objetivo estaba conseguido, el Alondras empezaba la década siendo un equipo de tercera división. Los nombres para la historia son: Covelo, Piño, Pazolo, Nuco, José, Antonio, Herrerita, Chondo, Campanal, Lito, Espiño, Nores, Kubalita, Nicolás, Lago Paganini, Berto, Benito y Mariano. Los resultados de la fase de promoción fueron los siguientes:
1.ª Jornada
Alondras 5 – 0 Juvenil
Couto 2 – 0 Arenal
2.ª Jornada
Couto 1 – 1 Juvenil
Arenal 2 – 2 Alondras
3.ª Jornada
Juvenil 2 – 0 Arenal
Alondras 3 – 1 Couto
4.ª Jornada
Juvenil 1 – 1 Alondras
Arenal 1 – 5 Couto
5.ª Jornada
Alondras 3 – 0 Arenal
Juvenil 1 – 3 Couto
6.ª Jornada
Arenal 4 – 3 Juvenil
Couto 2 – 0 Alondras
Con motivo de este ascenso se celebró una verbena el día 8 de julio con la actuación de la orquesta “Gran Casino” de Pontevedra.
En la Asamblea de socios celebrada el 9 de julio de 1961 se tomaron importantes acuerdos, así se reeligió presidente a D. Luis González Rodríguez, se decidió confeccionar un Cuadro de Honor en el que figurasen los nombres de los componentes de la Junta Directiva, Técnicos, Jugadores, y Socios que lograron elevar al club a categoría nacional, estableciéndose las nuevas cuotas de socios y de entradas para la nueva temporada. Se abrió una suscripción “Pro – Alondras” dirigida especialmente a la industria y comercio local, se solicitó una subvención municipal y se reiteró el agradecimiento a la Empresa Massó por la utilización del campo de fútbol. Así mismo la asamblea mostró su conformidad a que el equipo de tercera división estuviese compuesto por jugadores aficionados dada la precaria situación del club.
Ese mismo año se decide crear un nuevo equipo, el Alondras B, que quedó inscrito en la categoría de modestos de la zona de Pontevedra. En este equipo se pretendía formar a aquellos jugadores considerados “verdes” para jugar en tercera división.
El debut en tercera división se produce el 3 de septiembre de 1961, enfrentándose al Turista en el Campo de Massó y con el resultado de empate a un gol. La temporada se cerró con un décimo puesto, entre 16 equipos, que podemos considerar discreto, si bien fue positivo, pues se eludió el descenso de categoría, tan preocupante cuando se produce un paso a una categoría superior.
Tanto en la participación en el Campeonato Gallego de aficionados (eliminado a las primeras de cambio) como en la Copa Galicia, fue buena, aunque todo se daba por bueno, pues lo importante era el debut en tercera división.
En este año de 1962 se produce un hecho de una gran importancia en la sociedad, el 11 de abril presenta su dimisión con carácter irrevocable el presidente D. Luis González Rodríguez, que después de once años en el cargo, considera que es el momento adecuado para su relevo. Provisionalmente se ocupa de la presidencia D. Luis Hernández Álvarez, hasta la celebración de la Asamblea General que elija nuevo presidente, hecho que sucede el 1 de mayo, resultando elegido D. Manuel Lagoa Barros.
Durante los años siguientes el Alondras siguió con la participación en el Campeonato Gallego de Aficionados, Copa Galicia y por supuesto en tercera división, hasta que llegamos a la temporada 1965 – 1966 en la que se producen una serie de hechos importantes. Por un lado se consigue la permanencia en tercera división, hecho nada desdeñable si tenemos en cuenta la temporada cargada de partidos. También se celebró el primer partido internacional en el Campo de Massó, enfrentándose el Alondras al Sport Clube Vianense. Por otro lado consiguió ser Campeón Gallego de aficionados, primer título en la historia del club y que era perseguido desde 1958. Este título se consigue después de eliminar sucesivamente a Bueu, Vilanova, Silva y ya en la final al Español de la Coruña. Esta final se disputó en los días 27 de noviembre y 7 de diciembre. En el primer partido la victoria fue para el Español por 2 – 1. El partido de vuelta se presumía competido, pero todo lo contrario, el Alondras en un excelente partido batió al Español venciendo por 8 – 0.
Este Campeonato se celebró por todo lo alto en Cangas, El Ayuntamiento ofreció una recepción al Alondras C.F....
En su condición de Campeón Gallego, el Alondras participó en el Campeonato de España de aficionados, correspondiéndole en suerte enfrentarse al Real Gijón, que resultó vencedor de la eliminatoria por un total de 3 – 2. Los jugadores que participaron en la consecución de este campeonato fueron: Fonso, Vidal, Sangabriel, Rubio, José Antonio, Lito, Caeiro, Pazolo, Mermerías, Rafael, Gorís, Lago Paganini, Carlitos, Espiño II, José Luis, Modroño, Santiago, Espiño I, Roxo, Diego, Nores, Rancho, Tito, Luis, Fernando, Hernández.
La temporada, 1967/1968 fue una de las más difíciles que pasaría el Alondras a lo largo de su historia. El aumento del déficit del club la deuda se eleva a unas 300.000 pesetas, junto con la urgencia con la que la Empresa Massó pedía la devolución de los terrenos de juego, por necesitarlos para desenvolver su actividad industrial, hizo que el club pasara una temporada volcado en la búsqueda de soluciones al tema económico. Así miembros de la junta directiva avalaron un crédito de Caixa Vigo, y se hizo una captación de ayudas visitando los diversos estamentos industriales y comerciales de Cangas. De todas las maneras la temporada acabaría con la dimisión de la Junta Directiva y con la convocatoria de una Asamblea General de socios. Ese año el alondras acabó en el 8º lugar en tercera división.
En el verano de 1968 se produce un nuevo relevo en la presidencia del Club, accediendo a ella D. Antonio Velloso Romero, que tiene que enfrentarse como primera amenaza con el posible desalojo del Campo de Massó. Finalmente se acuerda una prórroga en el plazo y la nueva Junta Directiva empieza a dar los pasos cara a conseguir un nuevo campo para el Alondras.
La temporada 1968/1969 de tercera división presenta diversas novedades que la hacen más atractiva para los aficionados: por un lado se amplia la competición a 20 equipos y por otro se incluyen equipos asturianos en el grupo. Esto tenía la contrapartida de elevar los gastos de los desplazamientos. Dada la ampliación del calendario no se participó en la Copa Galicia.
En la temporada 1969/1970 el Alondras participa por vez primera en la “Copa de S. E. El Generalísimo” en la que se enfrenta a doble partido con el Cacabelense, equipo que resulta ganador de la eliminatoria por un global de 2 – 1. Esta temporada se preveía difícil puesto que dada la nueva reestructuración del la tercera división, el descenso iba a afectar a 12 equipos. Así fue el Alondras, como club modesto uno de los más perjudicados por la reestructuración. Los jugadores de esta temporada fueron: Soliño, Suso, Pachucho, Sangabriel, Vidal, Pazolo, Quin, Sanromán, Tomé, Martínez, Del Río, Rubio, Miguel Ángel, Chapela, José Luis, Eloy, Piter, Santomé, Chimé, Núñez, Montero, Waldo, Miguel, Toñito, Abalo y Nando.
Así, después de nueve años se volvió a serie A regional.
Hay que resaltar, que en este año fue creado el Cangués como equipo filial y que consiguió gran popularidad durante su corta existencia. Durante esta temporada consiguió ser Campeón del Torneo “Ría de Pontevedra” y nos representó en el Campeonato Gallego de Aficionados, aunque con poca suerte ya que fue rápidamente eliminado.

### Década de los 70
En la temporada 1970/1971 se compite en serie A, en una liga formada por veinte equipos, en la que el Alondras después de unos comienzos muy prometedores, alcanza el 4º puesto.
Pero esta temporada será la culminación de uno de los sueños alondristas, la consecución de un nuevo campo de fútbol. Como ya comentamos anteriormente, la Empresa Massó solicitaba la devolución del campo, entonces el primer objetivo de la Junta Directiva presidida por D. Antonio Velloso Romero fue a dar los pasos necesarios para adquirir un terreno donde ubicar el campo de fútbol. Desde abril de 1969 en que se expone por primera vez en la Asamblea de socios la necesidad del terreno del que incluso se sabe donde puede ir ubicado, se dan multitud de pasos de cara a su consecución. Así se intenta conseguir adelantos de los socios, la Empresa Massó colabora con 100.000 pesetas., se mantiene contactos con la Federación Española de Fútbol,... todo esto hace que se adquieran 10.210 metros cuadrados en Romarigo, que junto con otros 620 que donan aficionados y directivos, completan el espacio necesario para construir el campo. Para poder acometer la segunda fase de las obras y la escasez de dinero era manifiesta, se organiza en el mes de julio de 1970 un partido amistoso pro – obras del nuevo campo, aprovechando la presencia de famosos futbolistas veraneando. Se enfrentaron Veraneantes contra Residentes, con triunfo de los primeros por 2 goles a 1. Entre los participantes podemos destacar figuras como: Peiró, Ufarte, Santos, Roldán, Tucho de la Torre, Miguel Ángel, De la Fuente, Ñito, Zamorita, Villar, Las Heras, Ibarreche,...
Después de múltiples avatares, por fin el 19 de marzo de 1971 se procede a la inauguración del Campo de Morrazo. Este acto se convierte en un gran evento social en Cangas, en el que participaron autoridades provinciales y locales, el Arzobispo Auxiliar de Santiago,... En el plano deportivi, el Alondras reforzado con Mateos, Jones y Peiró, se enfrentó al Sporting Salgueiro de la 2.ª división portuguesa. El triunfo fue para nuestros vecinos lusos por 3 goles a 1, siendo la formación del Alondras: Salnés, Quin, Chimé, José Luis, Pazolo, Vidal, Martínez, Mateos, Jones, Peiró y Del Río, entrando durante el encuentro: Roca, José Eduardo, Costas, Miguel Ángel, Pardavila y Cabral.
En las siguientes temporadas el Alondras sigue alternando su participación en la serie A con el Campeonato Gallego de aficionados.
En el transcurso de la temporada 1972/1973 se produce un nuevo hecho histórico, el Alondras se convierte por segunda vez en Campeón Gallego de aficionados. Campeonato que logró después de vencer sucesivamente a Bueu, Atlético Pontevedres, San Martín, Portonovo (con desempate incluido), Caselas y Payosaco, con el que se enfrenta en la final a doble partido. En el partido de ida disputado el 6 de enero el Alondras pierde en la Coruña por 1 – 0, que supera en el partido de vuelta en Cangas con un contundente 5 – 0, en una tarde que muchos aficionados recordarán por la entrega del equipo cangués para superar las inclemencias del tiempo.
Esta victoria dio la posibilidad de participar en el Campeonato de España, torneo en el que debuta frente a la Cultural y Deportiva Leonesa, que cuenta en su equipo amateur con jugadores curtidos en la 2.ª División; a pesar de perder en León por 2 – 1, el Alondras consigue superarlo en el Campo Morrazo con un 1 – 0 corto pero suficiente por el valor doble de los goles en el campo contrario. El siguiente contrincante será el equipo vasco del Erandio, teniendo que jugarse el primer partido den Bilbao; en esta eliminatoria la desgracia se apoderó del equipo en forma de viaje desafortunado, pues los jugadores llegan al campo media hora antes de empezar el partido y sufrieron una derrota por 4 – 0, que deja la eliminatoria sentenciada. En el partido de vuelta a pesar del esfuerzo, el Alondras vuelve a sucumbir esta vez por un 0 – 3.
En esta temporada José Luis Álvarez fue el entrenador y contó con una plantilla amplia formada por: Casimiro, José Luis, Pucho, Pazolo, Zoco, Carballo, Carballo II, Del Río, Lago, Lagoa, Abalo, Lito I, Arieta, Roa, Miguel Ángel, Ducho, Tano, Chimé, Pijuán, Ricardo, Mella, Cabral, Piter, Rey, Gallego I, Gallego II, Barcia, Juan, Quino I, Quino II, Paredes, Suso, Blach, Calo, Apolinar, Piñeiro I, Piñeiro II y Vilas.
Al año siguiente en esta misma competición solamente se pudo llegar a semifinales, donde fue eliminado por el Caselas.
En el transcurso de la temporada 1976/1977 se vuelve a reeditar el título de Campeón Gallego de aficionados. En esta ocasión se venció sucesivamente a Bueu, Arcade, Atlético Pontevedrés, Portonovo, Boiro y Verín, para ya en la final enfrentarse al Esteirana, ganando en Cangas el partido de ida por 4 - 2

### Década de los 90 y siglo XXI
Con la llegada de Luis Guimeráns en 1996 a la presidencia se produce un nuevo resurgir del club. Tras duros años en la Regional Preferente logra el ascenso a Tercera División en la temporada 1997/1998 tras finalizar segundo el año regular y superar en el playoff de ascenso al Pontenova. En la ida el conjunto cangués empataría 2-2 contra el cuadro lucense, superando la eliminatoria en O Morrazo al ganar 2-1.
En la 2001/2002 consigue por primera vez jugar una fase de ascenso a Segunda División B, hito que repetiría en cuatro ocasiones más. En esa temporada la promoción consistía en una liguilla con otros tres equipos ( Móstoles, Ávila y Siero ) en dónde solo ascendía el primero y quedando en segunda posición.
En la 2005/2006 repetiría experiencia al enfrentarse al Real Madrid "C", en formato eliminatorias , perdiendo en primera ronda. Tras quedar 1-2 en O Morrazo, el Alondras empataría con un insuficiente 0-0 en la Ciudad Deportiva de Valdebebas.
En la temporada 2011/2012, tras lograr el subcampeonato de Tercera División, el rival en primera ronda sería el Cayón cántabro. En la ida el equipo cangués perdería por 1-0, resultado que volteó siete días más tarde en Cangas al ganar por 2-0. En la segunda eliminatoria el rival fue el filial del Racing de Santander. Tras volver a perder por 1-0 en El Sardinero, la vuelta se resolvería con un empate 0-0 en O Morrazo, quedando apeados de la promoción de ascenso.
En la temporada 2017/2018 , después de un proceso de reestructuración de la plantilla y contra todo pronóstico, el Alondras finalizaría en cuarta posición dándole la posibilidad de disputar una nueva fase de ascenso. El sorteo enfrentó al equipo rojiblanco con el UP Langreo. El partido de ida terminó con un resultado contundente de 0-3 a favor de los asturianos, demasiada losa para un Alondras que incluso llegó a empatar la eliminatoria en El Nuevo Ganzabal, pero que cedería en la prórroga tras ganar con un insuficiente 2-3.
La temporada 2018/2019 comenzó con un proyecto continuista, con Antonio Fernández dirigiendo la nave por segunda temporada consecutiva. Tras un inicio de liga dubitativo, el conjunto cangués conseguiría remontar el vuelo y lograr un nuevo cuarto puesto.El primer rival en el playoff de ascenso fue el Mensajero canario, conjunto al que derrotó por 1-0 en O Morrazo y con el que empató 1-1 en el Silvestre Carrillo de la isla de La Palma. En la segunda eliminatoria tocó el Portugalete,campeón vasco. En esta ocasión el Alondras tuvo que remontar el 1-2 de la ida en Cangas, no lográndolo tras un empate 1-1 en tierras jarrilleras.
La temporada 2019/20 comenzaría con un cambio de entrenador. Tras la no renovación de Antonio Fernández buscando mejores metas en lo deportivo, el club, decide apostar por un hombre de la casa, Alberto Fernández Valladares más conocido como "Pereira". El entrenador ya conocía el club ya que la temporada pasada había dirigido la última parte del año al equipo juvenil que acabaría perdiendo la División de Honor tras 4 años en la élite del fútbol juvenil nacional. Con el cambio en el banquillo, jugadores importantes como Champi, Yahvé, Yelco y Aitor Díaz causaron baja. Con poco tiempo para poder fichar, ya que la temporada había concluido tarde por culpa del playoff, la plantilla se quedó algo mermada, especialmente en el centro del campo. Estos problemas los arrastraría el equipo toda la temporada con un inicio bastante irregular. Tras una serie de malos resultados al finalizar la primera vuelta, el club decide que el crédito de Pereira se agotó y que el equipo necesita un cambio en el banquillo. El elegido para reemplazar a Pereira, fue el tandem formado por Jorge Otero y Fonsi Valverde que se estrenaría con victoria. El equipo logro ser un poco más compacto tras la llegada de Otero y alejarse de la zona de peligro consiguiendo 11 de 21 puntos posibles con el preparador nicranes. Tras el parón del COVID-19, el club decide que Jorge Otero y Fonsi Valverde deben ser los encargados de llevar las riendas del equipo para la temporada 2020/2021.
El club comenzó a realizar movimientos bien temprano en el mercado estival. El club otorgo las bajas al portero Ayoub, al canterano Alex Fernández, al vigués Javi, al mediocentro Pichu y a los delanteros Aarón Paredes, Carlos Cora y Richi Pazos. Entre estas bajas, se consumó la marcha del canterano Abel que tras 7 temporadas abandono el club camino al Bergantiños. Dadas las bajas, el club se movió bien rápido y consiguió buenos fichajes. Entre estos, la vuelta de dos veteranos como Aitor Díaz y Yahvé Prieto que ya vistieron la rojiblanca. El club también consiguió otros dos retornos en este caso de jugadores de la cantera, desde el Beluso volvió el lateral derecho Diego Rodríguez y desde el Rápido de Bouzas, regreso el delantero Adrián Freire "Firi". El club completaría la nómina de fichajes con la de dos mediocampistas de cierto renombre como Manu y Sergio Santos llegados del Céltiga y del Choco respectivamente. Para completar el resto de la plantilla, Jorge Otero tuvo diversos jugadores jóvenes a prueba durante la pretemporada. Dado su buen rendimiento, el central Brais y el delantero Millán convencieron al técnico. Para esta atípica temporada el preparador quería contar con una plantilla larga y otros tres jugadores que habían estado a prueba durante la pretemporada obtuvieron el beneplácito del entrenador para su fichaje, en este caso fueron el lateral Darío, el mediocentro Cacheda y el delantero Manu García que militó en el equipo juvenil en temporadas anteriores. 
Arrancó bien el conjunto de Otero y Fonsi encadenando una serie de victorias y empates que le llevó a estar invicto hasta la jornada 10 cuando perdió por 3-1 ante el Estradense. Pronto se auparía el equipo a las posiciones de privilegio junto a Arenteiro y Arosa y de ahí poco se movió durante el transcurso de la liga. El equipo también se vio afectado por la pandemia de COVID-19 y a consecuencia de ello tuvo que confinarse por dos veces de manera casi consecutiva por diferentes casos dentro del equipo. A pesar de ello, el equipo no se resintió y logró mantener la 3ª plaza del Subgrupo B con 37 puntos por detrás de Arosa y Arenteiro. Esta tercera plaza en la primera fase dentro del subgrupo B le otorgo al Alondras una plaza dentro de la Fase de Ascenso a la 2ª RFEF y la opción por competir dentro del subgrupo C por el ascenso directo contra Somozas, Arosa, Polvorín, Arenteiro y Bergantiños.
Dentro del grupo de ascenso directo, el equipo de Otero acabó en el sexto puesto, posición la cuál le obligó a ir por el camino largo en la fase de ascenso teniendo que superar 3 rondas. La mala suerte se citó con el Alondras ya que un gol del Estradense en el descuento del partido, dejaba fuera al equipo cangues del playoff. Terminó así una gran temporada pero que no pudo culminarse de la mejor manera posible y que dejaba con mal sabor a toda la afición.
Comenzó la temporada 2021-2022 el Alondras con una renovación profunda tanto de la plantilla como del cuerpo técnico. Otero y Valverde abandonaron el conjunto y el Alondras tras buscar profundamente en el mercado logró realizar la contratación de José Tizón como entrenador. En el cuadro de jugadores, llegaron importantes bajas como Yahvé, Iván Pérez, Brais Martínez o Luismi y el club apostó por gente joven y realizó una renovación bastante amplia del vestuario. Empezaría muy prometedora la temporada para los rojiblancos con la disputa de la Copa RFEF en la que los alondristas consiguieron dejar fuera a grandes equipos como Pontevedra CF, Ourense CF, Rápido de Bouzas y Somozas en la final. En las eliminatorias los de Tizón tuvieron la suerte que la temporada pasada le fue esquiva ya que en todas las eliminatorias (salvo en la final) lograron el pase a la siguiente ronda desde el punto de penalti tras empatar durante los 120 minutos. En la final, esperaba el Somozas, gran candidato al ascenso durante la temporada regular (y así lo demostró después), pero el Alondras fue capaz de realizar un gran partido, dominar al conjunto ferrolano y acabar ganando en la prórroga con un gran gol de Jesús Varela. El Alondras así, lograba su primer título de la Copa RFEF y lo más importante, la clasificación para la fase nacional del torneo, que si la lograba superar, le daría el premio de jugar la Copa del Rey durante la temporada. 
La aventura de la Copa RFEF para mala suerte del Alondras, terminó en la primera ronda. El sorteo de la fase nacional le emparejó con el Leioa del grupo vasco. Las numerosas bajas por un desplazamiento tan largo y entre semana, mermaron a los rojiblancos y el equipo acabo sucumbiendo en primera ronda tras caer 1-0 ante los locales. Durante la temporada regular en liga, el equipo bajo las ordenes de José Tizón nunca terminaría de carburar y, salvo una buena racha entre el mes de Noviembre y Diciembre, el equipo siempre ocupó la zona media-baja de la tabla. En el mes de Febrero y tras la mala racha de resultados el club cae en zona de descenso y decide prescindir de Tizón y abordar así, la contratación de un nuevo entrenador. En este caso, el elegido sería Jose Antonio Rodríguez, que ya había sido entrenador del Juvenil A en dos etapas diferentes. Con el orensano, el equipo logró ser más compacto a nivel defensivo y sobre todo ofensivo y logró salvar la categoría finalmente.

## Uniforme
- Uniforme titular: Camiseta rojiblanca a franjas verticales, pantalón azul marino y medias rojas.
- Uniforme alternativo: Camiseta azul marino, pantalón rojo y medias azules.

## Estadio
Su campo es Estadio de O Morrazo (hierba sintética de última generación 3 estrellas FIFA) que cuenta con una capacidad de 2800 personas y es propiedad del Alondras C.F. (desde 2010 cedido en usufructo al Concello de Cangas por 25 años)

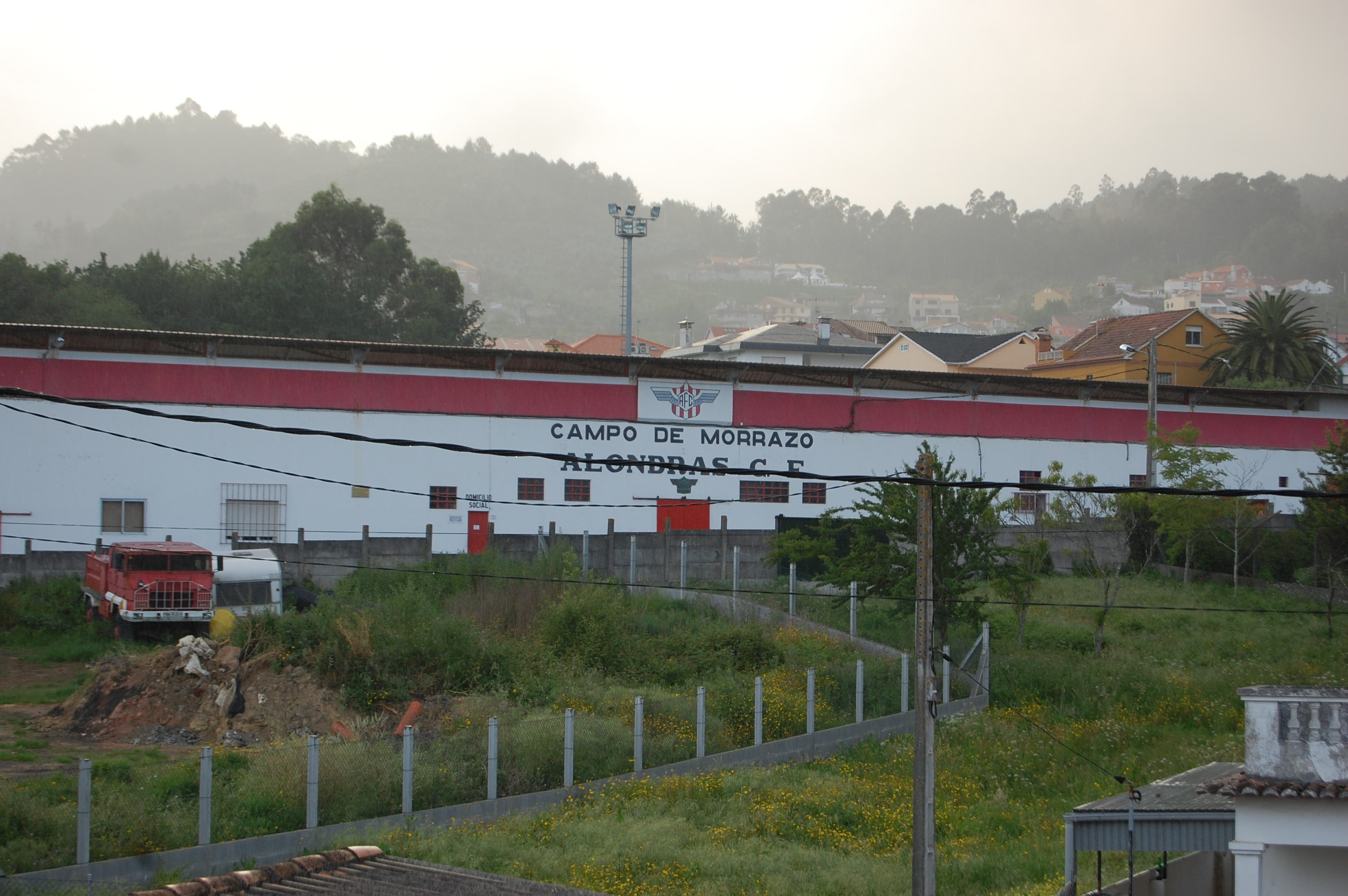
El estadio visto desde los alrededores

## Mascota
La mascota del equipo es un pez denominado O Sardiñón

## Datos del club
- Temporadas en 1.ª: 0
- Temporadas en 2.ª: 0
- Temporadas en 1ª RFEF: 0
- Temporadas en 2ª RFEF / 2ªB: 0
- Temporadas en 3ª RFEF / 3.ª: 47

- Mejor puesto en la liga: 2º (3.ª, temporadas 2001/02 y 2011/12)

### Historial en liga
| Temporada | Nivel | División | Puesto |
| --------- | ----- | -------- | ------ |
| 1957/58   | 4     | Serie A  | 5º     |
| 1958/59   | 4     | Serie A  | 4º     |
| 1959/60   | 4     | Serie A  | 4º     |
| 1960/61   | 4     | Serie A  | 1º     |
| 1961/62   | 3     | 3.ª      | 10º    |
| 1962/63   | 3     | 3.ª      | 5º     |
| 1963/64   | 3     | 3.ª      | 10º    |
| 1964/65   | 3     | 3.ª      | 6º     |
| 1965/66   | 3     | 3.ª      | 12º    |
| 1966/67   | 3     | 3.ª      | 14º    |
| 1967/68   | 3     | 3.ª      | 8º     |
| 1968/69   | 3     | 3.ª      | 15º    |
| 1969/70   | 3     | 3.ª      | 18º    |
| 1970/71   | 4     | Serie A  | 4º     |
| 1971/72   | 4     | Serie A  | 6º     |
| 1972/73   | 4     | Serie A  | 8º     |
| 1973/74   | 4     | Serie A  | 11º    |
| 1974/75   | 4     | Serie A  | 8º     |
| 1975/76   | 4     | Serie A  | 6º     |
| 1976/77   | 4     | Serie A  | 13º    |
| 1977/78   | 5     | Serie A  | 1º     |
| 1978/79   | 4     | 3ª       | 7º     |

| Temporada | Nivel | División   | Puesto |
| --------- | ----- | ---------- | ------ |
| 1979/80   | 4     | 3ª         | 5º     |
| 1980/81   | 4     | 3ª         | 4º     |
| 1981/82   | 4     | 3ª         | 10º    |
| 1982/83   | 4     | 3ª         | 8º     |
| 1983/84   | 4     | 3ª         | 16º    |
| 1984/85   | 4     | 3ª         | 15º    |
| 1985/86   | 4     | 3ª         | 7º     |
| 1986/87   | 4     | 3ª         | 12º    |
| 1987/88   | 4     | 3ª         | 13º    |
| 1988/89   | 4     | 3ª         | 17º    |
| 1989/90   | 5     | Preferente | 1º     |
| 1990/91   | 4     | 3ª         | 16º    |
| 1991/92   | 4     | 3ª         | 17º    |
| 1992/93   | 5     | Preferente | 2º     |
| 1993/94   | 5     | Preferente | 11º    |
| 1994/95   | 5     | Preferente | 5º     |
| 1995/96   | 5     | Preferente | 12º    |
| 1996/97   | 5     | Preferente | 3º     |
| 1997/98   | 5     | Preferente | 2º     |
| 1998/99   | 4     | 3ª         | 14º    |
| 1999/00   | 4     | 3ª         | 11º    |
| 2000/01   | 4     | 3ª         | 5º     |

| Temporada | Nivel | División   | Puesto |
| --------- | ----- | ---------- | ------ |
| 2001/02   | 4     | 3ª         | 2º     |
| 2002/03   | 4     | 3ª         | 17º    |
| 2003/04   | 5     | Preferente | 2º     |
| 2004/05   | 4     | 3ª         | 13º    |
| 2005/06   | 4     | 3ª         | 4º     |
| 2006/07   | 4     | 3ª         | 9º     |
| 2007/08   | 4     | 3ª         | 7º     |
| 2008/09   | 4     | 3ª         | 8º     |
| 2009/10   | 4     | 3ª         | 6º     |
| 2010/11   | 4     | 3ª         | 6º     |
| 2011/12   | 4     | 3ª         | 2º     |
| 2012/13   | 4     | 3ª         | 9º     |
| 2013/14   | 4     | 3ª         | 12º    |
| 2014/15   | 4     | 3ª         | 8º     |
| 2015/16   | 4     | 3ª         | 7º     |
| 2016/17   | 4     | 3ª         | 14º    |
| 2017/18   | 4     | 3ª         | 4º     |
| 2018/19   | 4     | 3ª         | 4º     |
| 2019/20   | 4     | 3ª         | 16º    |
| 2020/21   | 4     | 3ª         | 6º     |
| 2021/22   | 5     | 3ª RFEF    | 9º     |
| 2022/23   | 5     | 3ª RFEF    | 6º     |